# 895年
| 千纪： | 1千纪                                                                                           |
| 世纪： | 8世纪 \| 9世纪 \| 10世纪                                                                        |
| 年代： | 860年代 \| 870年代 \| 880年代 \| 890年代 \| 900年代 \| 910年代 \| 920年代                       |
| 年份： | 890年 \| 891年 \| 892年 \| 893年 \| 894年 \| 895年 \| 896年 \| 897年 \| 898年 \| 899年 \| 900年 |
| 纪年： | 乙卯年（兔年）；唐寧二年；南诏嵯耶七年；董昌顺天元年；日本寬平七年                              |

## 大事记
- 王行瑜、李茂貞和韓建聯軍進長安挾持唐昭宗，殺宰相韋昭度、李磎，圖謀廢帝另立吉王李保為帝，唐昭宗出長安暫居終南山。不久，李克用率軍勤王，敗聯軍，殺王行瑜，奪回唐昭宗，惟唐昭宗擔心李克用無人可制而命其停止討伐李茂貞和韓建，李克用引兵返回河東。
- 浙東觀察使董昌即位稱帝，國號大越羅平，改元顺天，唐朝封錢鏐為浙東招討使討伐董昌。
- 宣武軍劉知俊準備南襲寧國軍節度使楊行密，楊行密所授溫州刺史張訓屯漣水，遣兵浮海掩襲劉知俊得其草料，劉知俊 僅以身免。
- 阿尔帕德（840年－907年，67岁）率马扎兒人进攻保加利亚，被保加利亚大公西缅（Симеон I）（？－927年）与南俄的游牧民族佩切涅格人联手击败。

## 出生
- 後漢高祖劉知遠。
- 北漢世祖劉旻。
- 蘇禹珪，他是五代十國後漢、後周大臣，字玄錫，高密縣人。

## 逝世
- 韋昭度，唐昭宗時宰相。
- 李磎，唐昭宗時宰相。
- 王行瑜，唐末將領。